# Adam Wenzel

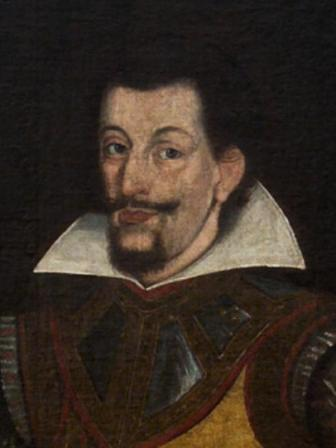
Adam Wenzel

Adam Wenzel von Teschen (* 12. Dezember 1574; † 13. Juli 1617) war von 1579 bis 1617 Herzog von Teschen. Er entstammte dem Teschener Zweig der Schlesischen Piasten. Wenige Monate vor seinem Tode wurde er vom böhmischen König Matthias zum Oberlandeshauptmann von Schlesien ernannt. Um seinen Anspruch auf das verlorengegangene Herzogtum Glogau zu unterstreichen, führte er auch den Titel Herzog von Groß-Glogau.

## Herkunft und Familie
Adam Wenzels Eltern waren Herzog Wenzel III. Adam und dessen zweite Ehefrau Sidonie Katharina, Tochter des sachsen-lauenburgischen Herzogs Franz I. Über seine Großmutter väterlicherseits war Adam Wenzel mit den Hohenzollern verwandt und über die Großmutter mütterlicherseits mit dem Haus Wettin.
Am 17. September 1595 vermählte sich Adam Wenzel mit Elisabeth († 1601), einer Tochter des kurländischen Herzogs Gotthard Kettler. Der Ehe entstammten die Kinder:
- Adam Gotthard (1596–1597)
- Anna Sidonia (1598–1619), ⚭ 2. November 1616 Jakob Hannibal II. von Hohenems (1595–1646)
- Elisabeth Lukretia (1599–1653), ⚭ 1618 Gundaker von Liechtenstein (1580–1658)
- Christian Adam (1600–1602)
- Friedrich Wilhelm (1601–1625).

## Leben
Adam Wenzel war beim Tod seines Vaters fünf Jahre alt. Deshalb stand er zunächst unter der Vormundschaft seiner Mutter, die die Regentschaft über das Herzogtum und die Vormundschaft über Adam Wenzel übernommen hatte. Sie beteiligte den aus Hirschberg stammenden Rechtsgelehrten Eleasar Tilisch (Tilesius) an der Erziehung Adam Wenzels. Tilisch wurde später herzoglicher Sekretär und verfasste eine Geschichte des Teschener Fürstenhauses. Da der böhmische Landesherr, König Rudolf II., vermutlich mit Sidonie Katharinas Vormundschaft nicht zufrieden war, bestellte er 1584 die Herzöge Georg II. von Brieg und Karl II. von Münsterberg und Oels sowie Hans von Würben zu Mitvormündern. Obwohl sich Sidonie Katharina 1586 in zweiter Ehe mit dem ungarischen Adligen Emmerich Forgách vermählte, der Obergespan von Trentschin sowie königlicher Rat und Hauptmann von Ungarn war, behielt sie weiterhin die Regentschaft über das Herzogtum.
Im Januar 1587 wurde Adam Wenzel an den Dresdner Hof des Kurfürsten Christian I. gesandt, der ein Vetter seiner Mutter war. Dort erhielt er eine grundlegende Ausbildung, die auch das Militärwesen umfasste. Nach dem Tod seiner Mutter Ende Dezember 1594 kehrte er nach Teschen zurück und übernahm die eigenständige Regierung über sein Herzogtum. Im selben Jahr heiratete er. Durch seine lutherisch geprägte Ausbildung verfügte er 1596 für die Stadt Jablunkau, dass dort nur die evangelische Lehre geduldet werde. Zwei Jahre später erließ er ein Privileg, mit dem er der Stadt Teschen u. a. für alle Zeiten die Ausübung des evangelischen Glaubens garantierte.
Obwohl Kaiser Rudolf II. mit dem am 20. August 1609 erlassenen Majestätsbrief den schlesischen Ständen entgegenkommen wollte und dadurch eine Festigung der evangelischen Kirche möglich wurde, konvertierte Adam Wenzel an Weihnachten 1609 als erster schlesischer Fürst zum Katholizismus. Der Übertritt zur katholischen Kirche wurde erst im Frühjahr 1610 öffentlich bekannt. Adam Wenzel war nun neben dem Breslauer Bischof Karl von Österreich der einzige Katholik im schlesischen Fürstentag und strengte die Gegenreformation an. Die von ihm berufenen evangelischen Pfarrer wurden ausgewiesen, die evangelischen Erzieher seiner Kinder durch Katholiken ersetzt. Leitender Erzieher des Erbprinzen Friedrich Wilhelm wurde der aus Hirschberg stammende Hofmeister Balthasar Exner.
Durch die Konversion erlangte Adam Wenzel auch politischen Einfluss. 1611 übertrug ihm der neue böhmische König Matthias das Oberkommando über die schlesischen Truppen. Da Adam Wenzel eine politische Hinwendung an das Herzogtum Bayern und das habsburgische Spanien suchte, sandte er 1614 seinen Sohn und Nachfolger Friedrich Wilhelm an den Münchner Hof, wo er den Jesuiten zur Ausbildung übergeben wurde. Die Ausbildungskosten übernahm der spanische König Philipp III. Ende 1614 unternahm Adam Wenzel eine Italienreise und verbrachte die Weihnachtstage in Rom. Am 13. Januar 1616 trug er sich in die Matrikel der deutschen Nation in Siena ein, am 18. Mai 1616 in die Matrikel von Padua. Im November d. J. vermählte er seine Tochter Anna Sidonia mit Jakob Hannibal von Hohenems, der ein Neffe des Salzburger Erzbischofs Markus Sittikus IV. von Hohenems war. Mit der kaiserlichen Ernennung zum Oberlandeshauptmann von Schlesien nach dem Tod des Herzogs Karl II. von Münsterberg gelang ihm ein bedeutender Aufstieg. Wenige Monate später starb er im Alter von nur 43 Jahren. Daraufhin klagte Adam Bysinsky die drei evangelischen Edelleute Erazm Rudzky, Wenzel Pelhrzim von Trzenkowitz (von Pelchrzim) und Peter Guretzky von Kornitz an, Adam Wenzel vergiftet zu haben. Am 21. Dezember 1622 schlossen die Parteien einen Vergleich und die Anschuldigungen wurden fallengelassen.

## Illegitime Nachkommen
Neben seinen legitimen Nachkommen hinterließ Adam Wenzel auch den unehelichen Sohn Wenzel Gottfried, der um 1612 geboren wurde. Dessen Mutter war Margarete Kostlach von Krems (* 1580/85), die aus einer wohlhabenden protestantisch-bürgerlichen Familie in Brünn stammte und nach ihrer Scheidung um 1609 Hofmeisterin des Herzogs wurde. Ihr übertrug der Herzog ein Haus in der Stadt, die Kammerdörfer Ober Marklowitz und Brzezuwka sowie Grundstücke. Margarete, die vermutlich auch zum Katholizismus übertrat, starb am 3. Januar 1617 und wurde in der Teschener Dominikanerkirche beigesetzt, die als Grablege der Teschener Herzöge diente. Wenzel Gottfried wurde 1640 legitimiert und als von und zu Hohenstein in den Freiherrnstand erhoben. Mit dessen Enkel Ferdinand II. von Hohenstein erlosch dieser Familienzweig 1706.